# Rogadius mcgroutheri
Rogadius mcgroutheri är en fiskart som beskrevs av Imamura 2007. Rogadius mcgroutheri ingår i släktet Rogadius och familjen Platycephalidae. Inga underarter finns listade i Catalogue of Life.